# Karl Mullen
Pour les articles homonymes, voir Mullen.

b Matchs officiels uniquement.
Karl Daniel Mullen (dit Irish Bogue de par son accent[réf. nécessaire]), né le 26 novembre 1926 à Courtown Harbour et décédé le 26 avril 2009, est un joueur international irlandais de rugby à XV évoluant au poste de talonneur.

## Carrière

### En club
- Élève de l'école royale de Médecine (deux saisons)
- Ancien élève de l'école du Belvédère (le reste de sa carrière).

### En équipe nationale
Il honore sa première cape internationale le 25 janvier 1947 avec l'équipe d'Irlande, à l’occasion d’un match du Tournoi contre l'équipe de France. Son dernier match a lieu le 8 mars 1952 contre les Gallois. Il participe au Tournoi des Cinq Nations de 1947 à 1952 sans rater une édition. Pendant cette période, il remporte le Grand chelem en 1948 le premier de l'histoire pour les Irlandais. Il est capitaine lors du premier match contre la France à Ernest Strathdee. Cette brillante équipe d'Irlande remporte deux autres fois le Tournoi en 1949 et 1951. Il est considéré comme l'un des grands meneurs de l'équipe lors de cette période d'âge d'or après-guerre notamment parce qu'il est le capitaine du XV du trèfle à 18 reprises de 1948 à 1951 sans interruption.
Il joue également avec les Lions britanniques en 1950 (tournée en Nouvelle-Zélande et Australie) étant désigné capitaine de l'équipe pour ces trois matches.
Équipe d'Irlande
- 25 sélections
- Sélections par année : 5 en 1947, 4 en 1948, 4 en 1949, 4 en 1950, 5 en 1951, 3 en 1952
- Tournois des Cinq Nations disputés : 1947, 1948, 1949, 1950, 1951, 1952.

Lions britanniques
- 3 sélections en 1950.

## Palmarès
- Vainqueur du Grand Chelem en 1948
- Vainqueur du Tournoi des Cinq Nations en 1949 et 1951.